# 彼得·阿文
彼得·奥列戈维奇·阿文（俄語：Пётр Оле́гович А́вен；1955年3月16日—）是俄罗斯联邦金融寡头之一，曾出任过俄罗斯联邦对外经济关系部长，阿尔法银行（俄罗斯第二大私人银行）的负责人。1994年出任阿尔法集团总裁，2011年6月出任阿尔法银行集团董事局主席兼任阿尔法保险公司董事局主席。2023年8月11日，阿文被美國制裁。